# Qiting (sockenhuvudort i Kina, Jiangsu Sheng, lat 31,44, long 119,86)
Qiting (kinesiska: 屺亭, 屺亭街道) är en sockenhuvudort i Kina. Den ligger i provinsen Jiangsu, i den östra delen av landet, omkring 120 kilometer sydost om provinshuvudstaden Nanjing. Antalet invånare är 51 311. Befolkningen består av 24 499 kvinnor och 26 812 män. Barn under 15 år utgör 9,0 %, vuxna 15-64 år 79 %, och äldre över 65 år 10,0 %.
Runt Qiting är det tätbefolkat, med 286 invånare per kvadratkilometer. Närmaste större samhälle är Dingshu, 19,9 km söder om Qiting. Trakten runt Qiting består till största delen av jordbruksmark.
Genomsnittlig årsnederbörd är 1 542 millimeter. Den regnigaste månaden är juli, med i genomsnitt 268 mm nederbörd, och den torraste är december, med 50 mm nederbörd.